# HMS Rye (J76)
Pour les autres navires du même nom, voir HMS Rye.
Le HMS Rye (pennant number J76)  est un dragueur de mines de la Classe Bangor lancé pour la Royal Navy (RN) et qui a servi pendant la Seconde Guerre mondiale.

## Conception
Le Rye est commandé dans le cadre du programme de la classe Bangor de 1939-40 le 21 juillet 1939 pour le chantier naval de Ailsa Shipbuilding Company à Troon en Écosse. La pose de la quille est effectuée le 27 novembre 1939, le Rye est lancé le 19 août 1940 et mis en service le 20 novembre 1941.
La classe Bangor doit initialement être un modèle réduit de dragueur de mines de la classe Halcyon au service de la Royal Navy,. La propulsion de ces navires est assurée par 3 types de motorisation: moteur diesel, moteur à vapeur à pistons double ou triple expansions et turbine à vapeur. Cependant, en raison de la difficulté à se procurer des moteurs diesel, la version diesel a été réalisée en petit nombre.
Les dragueurs de mines de classe Bangor version Royal Navy à turbines déplacent 667 tonnes en charge normale. Afin de pouvoir loger les chaufferies, ce navire possède des dimensions plus grandes que les premières versions à moteur diesel avec une longueur totale de 53 mètres LHT, une largeur de 8,69 mètres et un tirant d'eau de 3,12 mètres. Ce navire est propulsé par 2 turbines à vapeur alimentées par 2 chaudières à tubes d'eau à 3 tambours Admiralty et entraînant deux arbres d'hélices. Les moteurs développent une puissance de 2 000 chevaux-vapeur (1 500 kW) et atteignent une vitesse maximale de 16 nœuds (30 km/h). Le dragueur de mines peut transporter un maximum de 163 tonnes de fioul qui lui donne un rayon d'action de 2 800 milles nautiques (5 200 kilomètres) à 10 nœuds (19 km/h).
Leur manque de taille donne aux navires de cette classe de faibles capacités de manœuvre en mer, qui seraient même pires que celles des corvettes de la classe Flower. Les versions à moteur diesel sont considérées comme ayant de moins bonnes caractéristiques de maniabilité que les variantes à moteur alternatif à faible vitesse. Leur faible tirant d'eau les rend instables et leurs coques courtes ont tendance à enfourner la proue lorsqu'ils sont utilisés en mer de face.
Les navires de la classe Bangor sont également considérés comme exigus pour les membres d'équipage, entassant plus de 60 officiers et matelots dans un navire initialement prévu pour un total de 40 hommes.
Les Bangors équipés de turbine à vapeur sont armés d'un canon anti-aérien de 12 livres 3-inch QF (76,2 mm) et d'un canon AA QF de 2 livres (40 mm). Sur certains navires, le canon de 2 livres est remplacé par un canon AA Oerlikon de 20 mm simple ou double, tandis que la plupart des navires sont équipés de quatre affûts Oerlikon simples supplémentaires au cours de la guerre. Pour les missions d'escortes, leur équipement de dragage de mines peuvent être échangé contre une quarantaine de grenades sous-marines.

## Histoire

### Seconde Guerre mondiale
Le Rye sert en mer Méditerranée, basé à Malte, dans le cadre de la 14e/17e flottille de dragueurs de mines. Il participe aux Convois de Malte, notamment à l'opération Harpoon au cours de laquelle il sauve 84 survivants du SS Chant, et à l'opération Pedestal au cours de laquelle il est l'un des navires qui sauve le SS Ohio. Le commandant du Rye, le lieutenant John Andrew Pearson, reçoit une barrette à sa Distinguished Service Cross (DSC) pour son service pendant les Convois de Malte.
Après la Méditerranée, le Rye retourne dans ses eaux territoriales et sert avec la 14e flottille de dragueurs de mines basée à Plymouth. Il participe à l'opération Neptune, la composante navale de l'opération Overlord (Jour J). La flottille participe à des opérations de dragage de mines du 5 au 30 juin, en commençant par nettoyer les chemins à travers les champs de mines allemands jusqu'aux plages de débarquement de Normandie, puis en nettoyant des zones plus larges pour permettre aux navires de transport et de ravitaillement d'opérer en toute sécurité.

### Après-guerre
Le Rye est mis hors service le 24 août 1948. Il est mis au rebut à Purfleet dans l'Essex en septembre 1948.
Son enseigne est déposée dans l'église paroissiale de St Mary dans la ville de Rye, dans le Sussex de l'Est.
Les cadets de la marine (Sea Cadets) de Rye et du district maintiennent les traditions du HMS Rye.

### Participation auxconvois
Le Rye a navigué avec les convois suivants au cours de sa carrière:
1. Convoi Harpoon
2. Convoi GUS 21
3. Convoi GUS 24
4. Convoi KMS 23
5. Convoi KMS 26
6. Convoi KMS 29
7. Convoi MKS 21
8. Convoi MKS 24
9. Convoi MKS 27
10. Convoi UGS 23

### Commandement
- Lieutenant (Lt.) John Andrew Pearson (RNR) du 24 septembre 1941 au 6 mars 1944
- A/Lieutenant Commander (A/Lt.Cdr.) Frank Williams (RN) du 6 mars 1944 à fin 1945

Notes:
RN: Royal Navy 
RNR: Royal Naval Reserve